# Gabriele Faerno
Gabriele Faerno (Faërne) est un humaniste et écrivain italien du XVIe siècle, né à Crémone en Lombardie vers 1510 et mort à Rome le 17 novembre 1561.

## Biographie
Gabriele Faerno étudie le notariat à Crémone, et entre au service d'Ermete Stampa (it), avec qui il voyage en Espagne. Grâce à la protection des cardinaux Francesco Sfondrato et Jean Ange de Médicis (Pie IV), il devient, au plus tard en 1548, correcteur à la bibliothèque Vaticane, où il travaille pour le cardinal Marcello Cervini (Marcel II).
Il se spécialise dans l'étude et l'édition des classiques latins. Il meurt avant d'avoir publié aucune de ses éditions, dont certaines paraissent posthumes : les Philippiques de Cicéron sont publiés en 1569 à Rome, et les comédies de Térence la même année à Florence par son ami Piero Vettori.
Gabriele Faerno a aussi écrit des poésies latines, les plus importantes étant les Fabulae centum ex antiquis auctoribus delectae et a Gabriele Faerno Cremonensi carminibus explicatae, publiées à Rome en 1563 par Silvio Antoniano chez l'imprimeur libraire Vincenzo Luchino.
Ce recueil a été traduit en vers français par Charles Perrault et imprimé Paris à 1699 par Jean-Baptiste Coignard.

## Œuvres
- Fabulae centum, ex antiquis auctoribus delectae et a Gabriele Faerno, cremonensi carminibus explicatae, Romae, Vincentius Luchinus, excudebat 1564, in-4° lire en ligne sur Gallica
- P. Terentii comoediae. Ex uetustissimis libris & uersuum ratione a Gabriele Faerno emendatae. In eas comoedias emendationum libri VI. Item de uersibus comiici liber I. Fragmentum Eographii interpretis in easdem fabulas, Florentiae, apud Iuntas [Impressum Florentiæ, apud heredes Bernardi Iuntæ], 1565, in-8°.
- Traduction des fables de Faerne, A Paris, chez Jean Baptiste Coignard, imprimeur ordinaire du Roy, & de l'Académie françoise, ruë S. Jacques, à la bible d'or. Avec privilège de sa majesté, 1699. In-12°.